# Playa Del Plástico
Der Playa Del Plástico ist ein weniger als 175 m langer Strand im Norden der Livingston-Insel im Archipel der Südlichen Shetlandinseln. Auf der Westseite des Kap Shirreff am nördlichen Ausläufer der Johannes-Paul-II.-Halbinsel liegt er unmittelbar nördlich des Punta Óscar.
Wissenschaftler der 39. Chilenischen Antarktisexpedition (1984–1985) benannten ihn nach hier gefundenen und vom Meer angespülten Plastikabfällen.